# Poa psilolepis
Poa psilolepis är en gräsart som beskrevs av Yi Li Keng. Poa psilolepis ingår i släktet gröen, och familjen gräs. Inga underarter finns listade i Catalogue of Life.